# La Tordera
La Tordera är ett vattendrag i Spanien. Det ligger i den östra delen av landet, 600 km öster om huvudstaden Madrid.